# Richard Coyle
Richard Coyle (ur. 27 lutego 1972 w Sheffield) – brytyjski aktor filmowy, telewizyjny i teatralny.

## Życiorys
Karierę zaczął na studiach w Jork University (1991–1994), zainteresował się amatorskim pisaniem dramatów i dwa razy pojawił się na festiwalu w Edynburgu. Aby uzyskać fundusze na studia przyjął w prestiżowym Bristol Old School Theatre Vic zlecenie adaptacji scenariusza klasycznej powieści „Jane Eyre”. Przez pewien okres przyjmował różne małe role w kinie i telewizji do momentu gdy w 1998 otrzymał pierwszą poważną rolę w dramacie „The Life and Crimes of William Palmer”. W 2000 otrzymał dwie role, które pozwoliły zaistnieć mu w szerokim świecie: Jeff w komediowej serii Coupling BBC Two oraz Johnie Ridd w bożonarodzeniowej produkcji BBC Lorna Doone. W 2002 pojawił się na deskach Royal Theatre Court w sztuce „TYR” Gila Petera oraz obok Gwyneth Paltrow w „Proof”.
Od 2004 roku był w związku z aktorką Georgią Mackenzie. Para rozwiodła się w 2010.

## Filmografia

### Filmy
- 2022 Fantastyczne zwierzęta: Tajemnice Dumbledore’a jako Aberforth Dumbledore
- 2012 Trzeźwe potwory jako Garda Ciarán O’Shea
- 2011 W.E. jako William
- 2010 5 dni wojny jako Sebastian Ganz
- 2010 Książę Persji: Piaski czasu jako książę Tus
- 2010 Piekło pocztowe jako Moist von Lipwig
- 2008 Octavia jako Gareth Llewellyn
- 2008 Franklyn jako Dan
- 2008 The Pro jako Tony Kirby
- 2007 The History of Mr Polly jako Jim
- 2006 Ultra jako tajemniczy mężczyzna
- 2006 Dobry rok jako Amis
- 2004 Proch, zdrada i spisek jako Catesby
- 2004 Rozpustnik jako Alcock
- 2003 Friday Night In
- 2002 Strange jako John Strange
- 2001 Młode szpady jako hrabia Morlas
- 2001 Odzyskać spokój jako Joe Jones
- 2001 Othello jako Michael Cass
- 1999 Human Traffic jako Andy

### Seriale
- od 2018 Chilling Adventures of Sabrina jako ojciec Faustus Blackwood
- 2015 Anno Domini – Biblii ciąg dalszy jako Józef Kajfasz
- 2007 Whistleblowers jako Ben Graham
- 2003 Strange jako John Strange
- 2000–2004 Każdy z każdym jako Jeff Murdock
- 2000–2004 Hearts and Bones jako Will Stenner
- 1999 Żony i córki jako pan Coxe
- 1999 Zielony klejnot jako sir Geoffrey Halford
- 1996–1998 Śledztwa Hetty Wainthropp jako dr Miles Miller

### Gry video
- 2007 Folklore jako Keats (głos)